# Berkau
Berkau là một đô thị thuộc huyện Stendal, bang Sachsen-Anhalt, Đức. Đô thị Berkau có diện tích 18,93 km², dân số thời điểm ngày 31 tháng 12 năm 2006 là 485 người.